# Stajki (stacja kolejowa)
Stajki (biał. Стайкі; ros. Стайки) – stacja kolejowa w miejscowości Stajki, w rejonie orszańskim, w obwodzie witebskim, na Białorusi. Leży na linii Witebsk – Orsza.